# Squatina
Squatina – rodzaj morskich ryb chrzęstnoszkieletowych z rodziny raszplowatych (Squatinidae).

## Rozmieszczenie geograficzne
Do rodzaju należą gatunki występujące w wodach oceanów – Indyjskiego, Spokojnego i Atlantyckiego.

## Morfologia
Długość ciała do 200 cm; masa ciała (największa opublikowana) do 70 kg.

## Systematyka
Rodzaj zdefiniował w 1806 roku francuski zoolog André Marie Constant Duméril w publikacji własnego autorstwa poświęconej systematyce zoologicznej. Gatunkiem typowym jest (późniejsze oznaczenie) raszpla zwyczajna (S. squatina).

### Etymologia
- Squatina: łac. squatina ‘gatunek rekina lub rai’ wspomniany przez Pliniusza Starszego[13].
- Rhina: gr. ῥις rhis, ῥινος rhinos ‘nos, pysk’[14]. Gatunek typowy (oznaczenie monotypowe): Squalus squatina Linnaeus, 1758.
- Squalraia: łac. squalus ‘brudny, paskudny’, także ‘starożytna nazwa ryb morskich uznawanych za nienadające się do spożycia przez ludzi, w tym rekinów’[15]; raia ‘płaszczka, drętwa’[16]. Gatunek typowy (późniejsze oznaczenie): Squalraia acephala De la Pylaie, 1835 (= Squalus squatina Linnaeus, 1758)[11].

### Podział systematyczny
Do rodzaju należą następujące gatunki:

- Squatina aculeata Cuvier, 1829 – raszpla ciernista[17]
- Squatina africana Regan, 1908
- Squatina albipunctata Last & White, 2008
- Squatina argentina (Marini, 1930)
- Squatina armata (Philippi, 1887)
- Squatina australis Regan, 1906
- Squatina caillieti Walsh, Ebert & Compagno, 2011
- Squatina californica Ayres, 1859 – raszpla kalifornijska[17]
- Squatina david Acero P., Tavera, Anguila & Hernández, 2016
- Squatina dumeril Lesueur, 1818
- Squatina formosa Shen & Ting, 1972
- Squatina guggenheim Marini, 1936
- Squatina japonica Bleeker, 1858
- Squatina leae Weigmann, Vaz, Akhilesh, Leeney & Naylor, 2023
- Squatina legnota Last & White, 2008
- Squatina mapama Long, Ebert, Tavera, Acero P. & Robertson, 2021
- Squatina nebulosa Regan, 1906 – skwatina japońska[17]
- Squatina occulta Vooren & da Silva, 1991
- Squatina oculata Bonaparte, 1840 – raszpla plamista[18]
- Squatina pseudocellata Last & White, 2008
- Squatina squatina (Linnaeus, 1758) – raszpla zwyczajna[18]
- Squatina tergocellata McCulloch, 1914
- Squatina tergocellatoides Chen, 1963
- Squatina varii Vaz & Carvalho, 2018